# Andrezza Martins das Chagas
Andrezza Martins das Chagas (georgisch ანდრეცა ჩაგაში; * 2. August 1977 in Manaus) ist eine georgische Beachvolleyballspielerin. Die gebürtige Brasilianerin trat unter dem Namen „Rtwelo“ mit ihrer Partnerin Cristine Santanna (Spitzname „Saka“) für Georgien an, um der großen Konkurrenz in der Heimat zu entgehen.

## Karriere
Saka/Rtwelo, deren Künstlernamen zusammen die Bezeichnung für Georgien in der Landessprache ergeben, spielten 2006 ihre ersten Open-Turniere. Im nächsten Jahr kamen sie in Montreal als Neunte erstmals in die Top Ten. Bei der Weltmeisterschaft in Gstaad erreichten sie als Gruppendritte die erste Hauptrunde, in der sie an den Chinesinnen Xue Chen/Zhang Xi scheiterten. Bei der Europameisterschaft 2008 unterlagen sie im Auftaktspiel den späteren Siegerinnen Goller/Ludwig und kämpften sich anschließend auf der Verliererseite bis in die vierte Runde vor, die sie ebenfalls gegen ein deutsches Duo, nämlich Pohl/Rau, verloren. Nach einem vierten Platz beim Klagenfurter Grand Slam nahmen sie an den Olympischen Spielen in Peking teil. Dort schieden sie zwar als Vorrunden-Dritte aus, aber sie schafften im letzten Spiel einen Sieg gegen die Russinnen Urjadowa/Schirjajewa, der wegen des politischen Konflikts im Kaukasuskrieg für Aufmerksamkeit sorgte.
2009 in Stavanger erreichten Saka/Rtwelo das WM-Achtelfinale, das die US-Amerikanerinnen Branagh/Youngs gewannen. 2010 und 2011 gelangen ihnen weitere Top-Ten-Platzierungen bei FIVB-Turnieren. Bei der WM in Rom schieden sie allerdings ohne Satzgewinn bereits nach der Vorrunde aus. Im Sommer 2012 beendeten Saka/Rtwelo ihre gemeinsame Karriere.